# Manfred Sternberger
Manfred Sternberger (Neunkirchen, 22 juli 1961) is een Oostenrijks componist, muziekpedagoog, dirigent en muziekuitgever.

## Levensloop
Sternberger groeide op in Köttlach bij Enzenreith in Neder-Oostenrijk. Al vroeg ontwikkelde hij muzikaal talent. Na een aanvankelijke opleiding als technicus begon hij in 1988 een geregelde opleiding aan het Josef-Matthias-Hauer-Konservatorium in Wiener Neustadt in het vak hoorn, en hij werd muziekleraar. Hij was lid van de Militärmusik Burgenland.
In deze tijd ontstonden ook zijn eerste kleine composities.
Van 1982 tot 1990 was hij dirigent van de Stadtkapelle Gloggnitz en opnieuw vanaf 1996. Sinds 2004 is hij werkzaam in het bestuur van de muziekscholen in Neder-Oostenrijk als leider van de vakgroep koperblaasinstrumenten. Tegenwoordig is hij in de Österreichischer Blasmusikverband referent voor de opleiding van dirigenten van jeugdorkesten en voor opleiding in de deelstaat Neder-Oostenrijk.
Als componist schreef hij werken voor kleine ensembles en harmonieorkesten.

## Composities

### Werken voor harmonieorkest
- 1999 Aufbruch - eine optimistische Reise ins neue Jahrtausend, op. 32
- A little piece of freedom
- Aqua Thermarum, mars
- Aufbruch
- Capriccio con anima
- Carpe Diem
- El Toro
- Festfanfare in Es-groot
- Festival Music
- Here comes the Band, mars
- Il Professore, mars
- Intrada Clocnica, Openingsmuziek
- In Medias Res, ouverture
- Pantarhei (onderscheiden met de Anerkennungspreis tot het "Jahr des Wassers (Jaar van het water)" van de Tiroler Blasmusikverband)
- Prima la musica, feestelijke muziek
- Showtime, mars
- Symphonietta for Band
- Zwetti - Anno Domini

### Kamermuziek
- Harlecino, voor hoorn en piano
- In the city, suite voor 4 klarinetten
- It's Trumpet Time, voor trompet en piano
- Playin the blues, voor koperkwartet